# Тиса (Валча)
Тиса (рум. Tisa) насеље је у Румунији у округу Валча у општини Бајиле Оланешти. Oпштина се налази на надморској висини од 640 m.

## Становништво
Према подацима из 2002. године у насељу је живело 57 становника, од којих су сви румунске националности.